# Saint-Médard (Gers)
Saint-Médard – miejscowość i gmina we Francji, w regionie Oksytania, w departamencie Gers.
Według danych na rok 1990 gminę zamieszkiwało 277 osób, a gęstość zaludnienia wynosiła 16 osób/km² (wśród 3020 gmin regionu Midi-Pireneje Saint-Médard plasuje się na 788. miejscu pod względem liczby ludności, natomiast pod względem powierzchni na miejscu 660.).